# 韦祖英
韦祖英（1980年7月—），贵州从江人，苗族，无党派人士。中华人民共和国政治人物、第十三届全国人民代表大会贵州省代表。

## 生平
2018年，韦祖英被选为贵州省出席第十三届全国人民代表大会代表。